# Јован Опачић
Јован Јово Опачић (Плавно, код Книна, 21. септембар 1945) је бивши српски политичар из Хрватске који је био активан пред избијање рата у Хрватској. Био је члан главног и извршног одбора Српске демократске странке у Хрватској.

## Биографија
Рођен је 21. септембра 1945. године у селу Плавно, код Книна. Уз Јована Рашковића, један је од оснивача Српске демократске странке у Хрватској. Опачић је основао Српско културно друштво „Зора”, покрет који је касније прерастао у покрет назван СДС. Прва оснивачка скупштина Зоре одржана је у Кистањама 8. јула 1989. али није била законски призната. Због овога, Опачић је био у шибенском затвору где је започео штрајк глађу. Главни разлог његовог хапшења и спровођења у шибенском затвору а затим и суђења наводило се „због изазивања националне, расне и верске мржње и повреду угледа Социјалистичке Федеративне Републике Југославије”. Опачић је касније пуштен из затвора.
Крајем децембра 1989. Опачић је присуствовао одржавању годишње скупштине Удружења књижевника Србије. Тада му је пришао Добрица Ћосић и саветовао да не улази у политику без Јована Рашковића. Са кумом Душаном Зеленбабом, професором Петром Штиковцем и људима из Дрвара, формирао је регионални одбор Српске демократске странке за Босанску Крајину. Српску демократску странку је напустио 1. септембра 1990. године због сукоба са водећом структуром странке. Касније је накратко био члан Српског покрета обнове.
Опачић је био један од српских посланика у првом сазиву Хрватског сабора (тада Сабор СР Хрватске). Када се, крајем 1990. године, правио нови грб Хрватске, Опачић је предлагао да личка капа (као симбол Срба у Хрватској) буде део грба.
За време рата у Хрватској, вршио је функцију генералног секретара Црвеног крста Републике Српске Крајине. Кандидовао се за председника Републике Српске Крајине на изборима 1993. године. Избегао је у Београд после пада РСК 1995. године а годину дана касније поднео је захтев хрватским властима за повратак. Вратио се у своје родно место 1998. године.
Ожењен је и има четворо деце.

## Објављене књиге
- „Трагедија крајишких Срба” (2012)
- „Прометејска стијена изгнанства” (2014)
- „Крајишке елегије” (2017)